# Boyce Avenue
I Boyce Avenue sono una rock band statunitense, formata a Sarasota, in Florida, da tre fratelli: Alejandro, Daniel e Fabian Manzano.

## Storia
La band vera e propria è nata nel 2004, al ritorno di Daniel in Florida dopo essersi laureato in legge ad Harvard: una volta presa la laurea, Daniel si unisce ai fratelli Alejandro e Fabian, che nel frattempo seguivano le lezioni nell'Università della Florida.
Nel 2007, i Boyce Avenue hanno cominciato a postare dei video su YouTube, comprendenti sia delle cover, sia del materiale originale. Queste cover sono state pubblicate in tre EP attraverso la loro casa discografica indipendente, la 3 Peace Records. Mentre continuavano a produrre video da pubblicare su Youtube, i Boyce Avenue creavano anche nuovo materiale originale per il loro primo album intitolato All You're Meant To Be, pubblicato il 3 marzo 2008.
Nel 2009, la band ha firmato un contratto con la Universal Republic, pubblicando il 15 giugno 2010 l'album All We Have Left. L'album è stato prodotto e interamente finanziato dai Boyce Avenue prima di firmare con la Universal Republic. L'album contiene canzoni riarrangiate di All You're Meant to Be e canzoni nuove. Il primo singolo dell'album, Every Breath, è stato pubblicato il 16 marzo 2010, mentre il videoclip è stato pubblicato il 20 marzo 2010.
Il 9 agosto 2011, il contratto con la Universal viene sciolto e il gruppo ritorna sopra la propria etichetta 3 Peace Records. Il 6 agosto 2013 viene pubblicato l'album Live in Los Angeles.
Il 22 aprile 2014 il gruppo pubblica l'EP No Limits.

## Formazione
- Alejandro Manzano – voce, chitarra, piano (2004-presente)
- Fabian Manzano – chitarra, cori (2004-presente)
- Daniel Manzano – basso, cori, batteria (2004-presente)

## Discografia

### Album in studio
- 2008 – All You're Meant to Be
- 2010 – All We Have Left
- 2014 – No Limits
- 2016 – Road Less Traveled

### Album dal vivo
- 2013 – Live in Los Angeles

### EP
- 2008 – Acoustic Sessions, Volume 1
- 2008 – Acoustic Sessions, Volume 2
- 2009 – Acoustic Sessions, Volume 3
- 2009 – Acoustic Sessions, Volume 4
- 2009 – Influential Sessions, Volume 1
- 2010 – New Acoustic Sessions, Volume 1
- 2010 – Cover Collaborations, Volume 1
- 2011 – New Acoustic Sessions, Volume 2
- 2011 – Cover Collaborations, Volume 2
- 2012 – New Acoustic Sessions, Volume 3
- 2012 – New Acoustic Sessions, Volume 4
- 2013 – New Acoustic Sessions, Volume 5
- 2014 – Cover Collaborations, Volume 3
- 2014 – Cover Sessions, Volume 1
- 2015 – Cover Collaborations, Volume 3
- 2016 – Cover Sessions, Volume 2
- 2016 – Influential Sessions, Volume 2
- 2017 – Cover Sessions, Volume 3
- 2017 – Cover Sessions, Volume 4
- 2017 – Cover Collaborations, Volume 4
- 2017 – Cover Sessions, Volume 5